# HJ-Fahrtenmesser

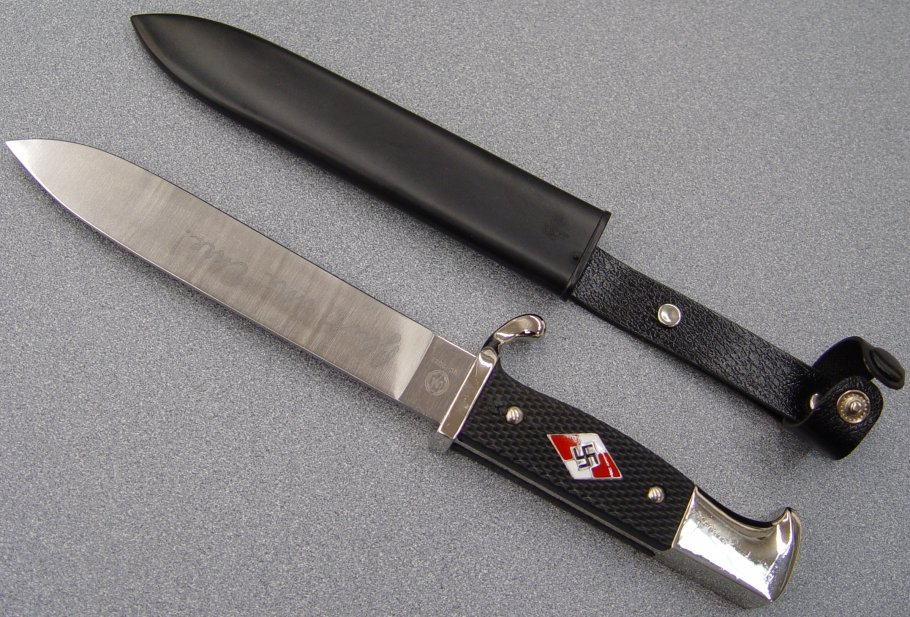
HJ-Fahrtenmesser in una riproduzione

Il coltello HJ-Fahrtenmesser durante il periodo della presa del potere del nazionalsocialismo (Machtergreifung, nell'estate 1933) fu usato dalla Gioventù hitleriana (HJ) e dalla Deutsches Jungvolk (DJ) come complemento all'uniforme.
La forma base del coltello deriva dalla baionetta con fodero in metallo portabile al cinturone. Fino all'agosto 1938 sulla lama vi era impresso il motto „Blut und Ehre!“.
Dopo la seconda guerra mondiale il disegno fu usato per costruire coltelli per scautismo. Il simbolo nazista fu utilizzato come simbolo scout così come il motto. La forma di massima fu poi anche utilizzata dalla Bundeswehr per il coltello da campo.
Il coltello HJ-Fahrtenmesser fu prodotto su licenza rilasciata dal Reichszeugmeisterei (RZM - primo quartiermastro nazista) per 4 RM.

## Dati

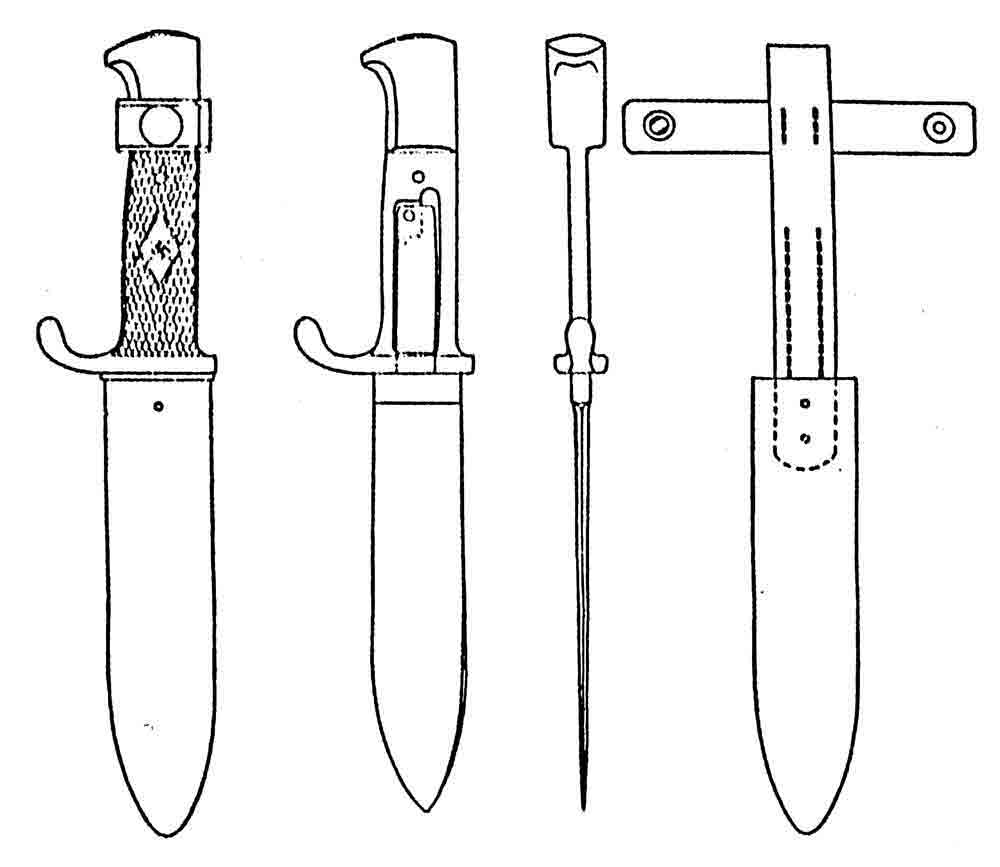
Disegni del coltello da documenti ufficiali della RJF-Reichsbund jüdischer Frontsoldaten e RZM-Reichszeugmeisterei per i costruttori.

- Materiale: nichel zincato, ferro e plastica
- Lunghezza con fodero: 255 mm[1]
- Lunghezza senza fodero: 245 mm
- Lunghezza lama: 140 mm
- Larghezza del ricasso: 25 mm[2]

## Costume
Lo HJ-Fahrtenmesser veniva portato con cintura da 88 cm, o cintura da spalla da 80,5 cm sulla sinistra dell'anca e l'emblema HJ giaceva fuori dal fodero in vista.

## Costruttori

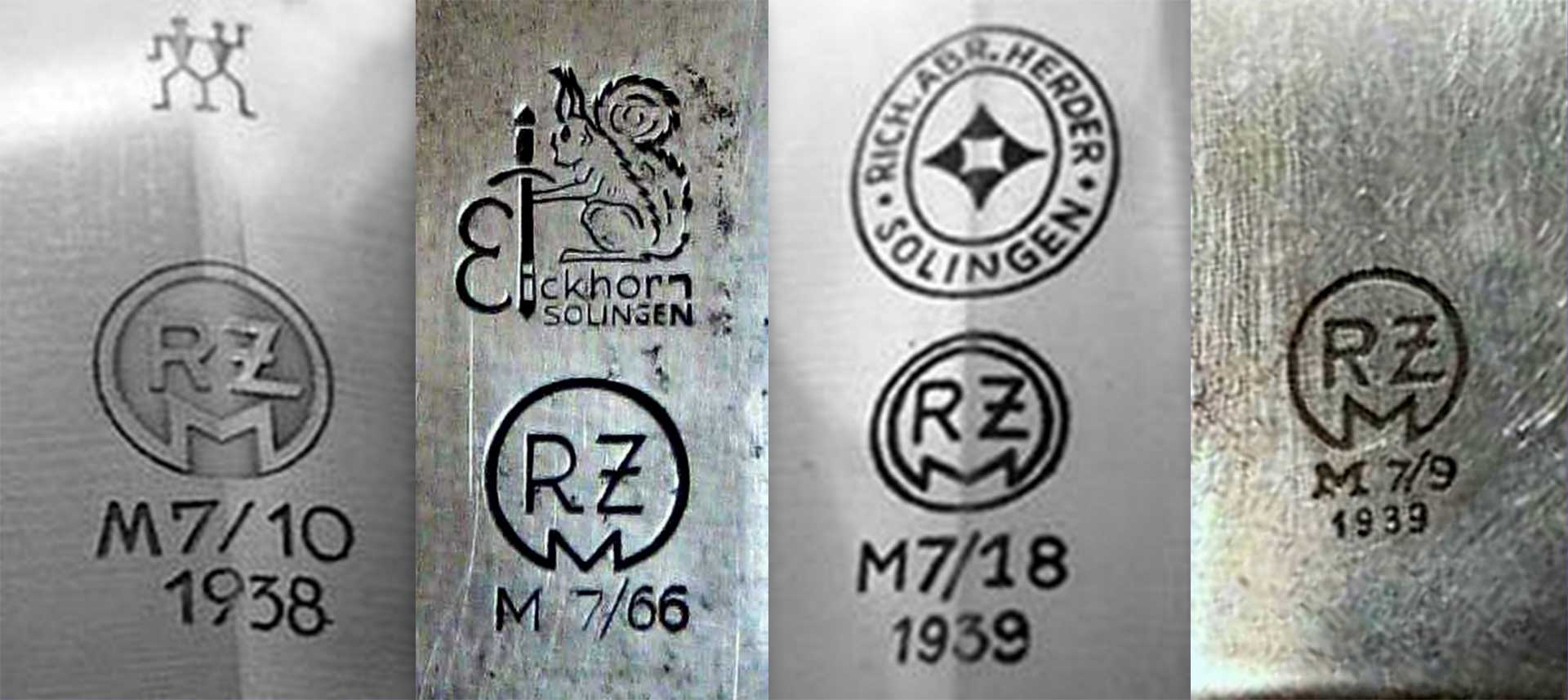
Goffratura RZM di alcuni costruttori.

Il coltello fu costruito da diverse aziende su licenza, attraverso il numero di serie RZM si può risalire al costruttore. Questi i produttori:
| RZM-Nr. | Produttore                              | Sede     |
| ------- | --------------------------------------- | -------- |
| M7/9    | Solinger Metallwarenfabrik Stöcker & Co | Solingen |
| M7/10   | J. A. Henckels                          | Solingen |
| M7/18   | Richard Abr. Herder GmbH & Co.KG        | Solingen |
| M7/19   | Eduard Wüsthof Dreizackwerk             | Solingen |
| M7/27   | Pumawerk (Lauterjung & Sohn)            | Solingen |
| M7/49   | Friedrich Herder A.S.                   | Solingen |
| M7/65   | Karl Heidelberg                         | Solingen |
| M7/66   | Carl Eickhorn                           | Solingen |
| M7/2    | E.V.S Emil Voos                         | Solingen |